# Ромил Бански
Ромил Бански е български духовник, епископ на Кюстендил (Баня, Коласия).
Ромил Бански се споменава в църковни източници от 1532 г.
На 13 март 1532 г., охридският архиепископ Прохор Охридски свиква църковен събор на който участват 29 епархийски архиереи, сред които е и Ромил Бански. Съборът има за цел да противодейства на опитите на сръбския митрополит Павле да се титулува като сръбски архиепископ. Съборът лишава от фалшивите им санове митртрополит Павле, назначения от него за епископ Теофан Зворнишки и свещениците ръкоположени от тях, като заплашва с анатема бъдещите отцепници.
В документите на събора кюстендилският епископ е именуван като епископ Бански, по името Баня, с което паралелно е наричан Кюстендил през време на цялото османско владичество.